# Jewgeni Karlowitsch Masing
Jewgeni Karlowitsch Masing (russisch Евгений Карлович Мазинг; * 5. Apriljul. / 17. April 1880greg. in Moskau; † 24. März 1944 ebenda) war ein russisch-sowjetischer Maschinenbauingenieur und Hochschullehrer.

## Leben
Masing, Sohn des Mathematikers Karl Masing, besuchte in Moskau die Realschule (Abschluss 1898) und studierte an der Kaiserlichen Moskauer Technischen Schule (IMTU) mit Abschluss 1906. Er blieb dann dort und arbeitete im Laboratorium für Verbrennungsmotoren bei Wassili Grinewezki. Er entwickelte eine Methode zur Berechnung des Wärmeumsatzes von Verbrennungsmotoren, die als Grinewezki-Masing-Methode bekannt wurde.
1913 wurde Masing zu einem dreimonatigen Studienaufenthalt in Deutschland und der Schweiz abgeordnet. Ab 1914 hielt er an der IMTU Vorlesungen für den Verbrennungsmotoren-Kurs. Im Ersten Weltkrieg organisierten Masing und Nikolai Briling kostenlose Automobil-Kurse der Allrussischen Semstwo-Union und leiteten sie 1915–1917.
Nach der Oktoberrevolution lehrte Masing weiter an der IMTU, die nun die Moskauer Technische Hochschule (MWTU) war. Daneben leitete er 1918–1922 die Abteilung für Verbrennungsmotoren im Experimentalinstitut des Volkskommissariats für Verkehr. 1920 wurde er in der MWTU zum Professor und Lehrstuhlleiter gewählt. Er gehörte zu den Initiatoren des 1920 gegründeten Automobil-Forschungsinstituts, in dem er 1922–1932 die Abteilung für Thermodynamik leitete. Auch war er an der Organisation des Instituts für Wärmetechnik beteiligt.
Neben der Automobiltechnik beschäftigte Masing sich auch mit Lokomotiven mit Verbrennungsmotoren, in der Regel Dieselmotoren, die in Konkurrenz mit Elektrolokomotiven die Dampflokomotiven ersetzen sollten. Er schuf ein System zur pneumatischen Energieübertragung. Er war an der Projektierung der Diesellokomotive JuK 004 im Diesellokomotivenbüro 1922–1924 beteiligt.
1937 wurde Masing ohne Verteidigung einer Dissertation zum Doktor der technischen Wissenschaften promoviert.
Nach Beginn des Deutsch-Sowjetischen Kriegs wurde Masing mit seinem Lehrstuhl nach Ischewsk evakuiert, wo weiter Spezialisten ausgebildet wurden. Im Auftrag der Industrie entwickelte er Projekte für Gasgeneratoren zur Umstellung von Verbrennungsmotoren von Flüssigbrennstoff auf Gas. 1943 kehrte er nach Moskau zurück.
Masing war verheiratet und hatte einen Sohn Wladimir und eine Tochter Irina (1910–1994), die Schauspielerin war.
Masing starb in Moskau und wurde auf dem Wwedenskoje-Friedhof neben seinem Vater begraben.

## Ehrungen
- Verdienter Wissenschaftler und Techniker der RSFSR (1941)[2]